# Sociální informatika
Sociální informatika (SI) je transdisciplinární obor, zabývající se studiem designu, využití a důsledků informačních a komunikačních technologií (ICT) v institucionálním a kulturním kontextu (SAWYER). Spojuje počítačovou vědu, informační vědu, informační systémy a sociální vědy.
Zkoumá aspekty informatizace, zabývá se zaváděním informačních technologií do společnosti a jejími vlivy na společnost. SI je předmětem zkoumání normativního, analytického a kritického přístupu posledních 25 let.
- Normativní přístup obsahuje doporučení pro informační profesionály. Rady jak designovat, implementovat a používat ICT. Tento přístup přináší různé výsledky a má vliv na praxi. Identifikuje rozdíly mezi jednotlivými uživateli, co se týká přístupu k ICT a přizpůsobuje způsoby práce v komplexu sociokulturních vztahů.
- Analytický přístup přináší teorie o ICT a empirické studie, které umožňují vývoj ICT. Zkoumá vývoj jejich používání v konkrétním prostředí a tento model poté zevšeobecňuje pro další ICT a další prostředí.
- Kritický přístup přináší pohled na ICT z mnoha stran. Nejdůležitější je ale průzkum neúspěšně zavedených modelů, které mají za následek zhoršení služeb a snížení produktivity práce.

Základem práce sociálních informatiků je navržení konkrétního systému, výběr a konfigurace vybavení, vytvoření pravidel při práci s vytvoření směrnic, které vycházejí z jeho následného používání (tedy např. která data se mají archivovat, identifikace autorizovaných uživatelů). Odborníci v oblasti SI doporučují dodržovat několik základních pravidel, při vytváření informačních systémů a jejich konfiguraci. Takové IS, které pracují správně, slouží jako podpora lidské práce a ne jako zbytečná komplikace. Měly by se zavádět vyspělé technologie, pokud ovšem budou rychlejší a jejich používání bude jednodušší. Také by měly být levnější a samozřejmě kompatibilní s ostatním vybavením. V neposlední řadě by jejich používání mělo vést k větší efektivitě práce.
Význam sociální informatiky
- Pomáhá (designovat) navrhovat a konfigurovat ICT
- Pomáhá změnit sociální praktiky kvůli zvýšení jejich použitelnosti
- Pomáhá při vývoji teorií, které profilují využívání ICT pro dané sociální prostředí
- Zkoumá nové sociální fenomény, které vznikají při využívání ICT (kooperace, kolaborace)